# Compagnie Rosas
La Compagnie Rosas est une compagnie de danse contemporaine située à Bruxelles et créée en 1983 par la chorégraphe belge flamande Anne Teresa De Keersmaeker. La compagnie belge est en résidence au Théâtre de la Monnaie à Bruxelles depuis 1992.

## Historique

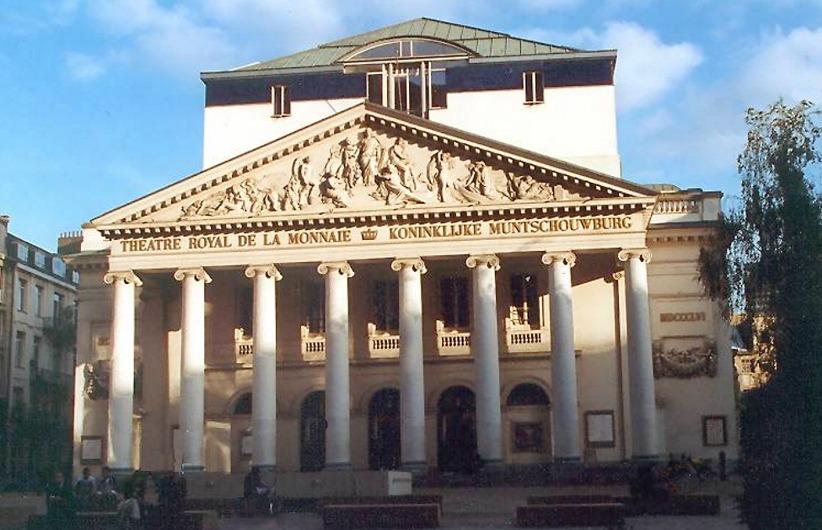
La Monnaie à Bruxelles, le lieu de résidence de la compagnie depuis 1992.

Après ses études à l'école Mudra de Maurice Béjart, Anne Teresa De Keersmaeker pose les premières bases de son langage chorégraphique propre avec son tout premier solo intitulé Asch en 1980. Après deux années passées à New York, elle en revient avec une première œuvre plus ambitieuse et obtient ses premiers succès avec la pièce Fase en 1982 qui lui permet de se produire en Europe lors d'une tournée de deux années. Elle crée alors en 1983 la chorégraphie Rosas danst Rosas et fonde ainsi sa compagnie avec trois autres danseuses que sont Michèle Anne De Mey, Fumiyo Ikeda et Adriana Boriello. La compagnie part alors en tournée européenne pour présenter son travail. Un credo marque depuis toujours le style de Rosas et de sa chorégraphe : « la musique est la force motrice de la danse qui ne peut s'en abstraire »,.
Après le départ de Maurice Béjart pour la Suisse en 1988 et l'échec de Mark Morris durant la période 1988-1991, Bernard Foccroulle invite, en 1992, la compagnie en résidence au Théâtre de la Monnaie. Anne Teresa De Keersmaeker deviendra par la suite la directrice de la danse de l'institution bruxelloise la même année.
La compagnie Rosas est également très liée avec P.A.R.T.S., l'école de danse et studios de création lancés par De Keersmaeker en 1995. C'est au sein de cette structure qu'elle recrute bien souvent ses futurs danseurs après une période d'apprentissage des techniques et principes que développe Anne Teresa De Keersmaeker depuis plus de 25 ans.
À la fin de l'année 2008, un grand nombre des danseuses historiques de Rosas décident de s'investir dans d'autres projets personnels et quittent la compagnie après les représentations de Zeitung. Anne Teresa De Keersmaeker se trouve alors dans l'obligation de renouveler les membres de Rosas et lors d'auditions réalisées dans le cadre de P.A.R.T.S. recrute une jeune génération de danseurs, essentiellement masculins. En 2009, pour The Song qui constitue le premier spectacle de cette nouvelle époque de la compagnie, la chorégraphe décide d'une nouvelle orientation radicale de son travail notamment avec l'abandon de support musical.

## Principaux danseurs passés et présents de Rosas
- Bostjan Antoncic
- Laura Bachman, depuis 2016[6]
- Marion Ballester, de 1993 à 2006
- Adriana Borriello, membre fondatrice[2]
- Marta Coronado, depuis 1998
- Tale Dolven, depuis 2006
- Anne Teresa De Keersmaeker, membre fondatrice[2]
- Michèle Anne De Mey, membre fondatrice
- Vincent Dunoyer, de 1990 à 1994, membre associé depuis
- Nadine Ganase, de 1983 à 1989
- Roxane Huilmand, de 1983 à 1989
- Fumiyo Ikeda, membre fondatrice[2], de 1983 à 1992 et depuis 1997
- Kaya Kołodziejczyk, depuis 2004
- Brice Leroux, de 1994 à 1998
- Cynthia Loemij, depuis 1991
- Mark Lorimer (en), depuis 1994 comme danseur et répétiteur
- Moya Michael
- Carlotta Sagna, de 1988 à 1990[7].
- Johanne Saunier, de 1986 à 1993
- Taka Shamoto (nl), depuis 1997
- Igor Shyshko, depuis 2000

## Principales chorégraphies créées par la compagnie
- 1983 : Rosas danst Rosas
- 1984 : Elena's Aria
- 1986 : Bartók/Aantekeningen
- 1987 : Mikrokosmos
- 1988 : Ottone Ottone
- 1990 : Stella et Achterland
- 1992 : Mozart/Concert Aria's
- 1993 : Toccata
- 1994 : Kinok et Amor constante, más allá de la muerte
- 1995 : Erwartung
- 1997 : 3 Solos for Vincent Dunoyer et Just Before
- 1998 : Drumming
- 1999 : I said I
- 2000 : In Real Time
- 2001 : Rain
- 2002 : Once
- 2002 : (But If a Look Should) April Me
- 2003 : Bitches Brew
- 2004 : Kassandra
- 2005 : Desh et Raga for the Rainy Season
- 2006 : D'un soir un jour
- 2007 : Keeping Still et Steve Reich Evening
- 2008 : Zeitung
- 2009 : The Song
- 2010 : En atendant